# Keyuk Yantén
Joubert Blas Eduardo Yantén Gómez (Santiago, 20 de noviembre de 1990), también conocido por su nombre indígena de «Keyuk», es un lingüista chileno de ascendencia selknam conocido por ser el único orador fluido del idioma selk'nam tras la muerte de la argentina Herminia Vera en 2014. Ha promovido el uso de este lenguaje a través de música y poesía, y se ha desarrollado como un notable promotor de la incorporación del pueblo selk'nam dentro del reconocimiento estatal como uno de los pueblos indígena en Chile, el cual el Estado chileno consideró extinto hasta septiembre de 2023.

## Biografía
Su bisabuelo, Terkoinar (hermano del chamán Tenenisk), fue un selk'nam nacido en Cerro Sombrero, aldea ubicada en Tierra del Fuego, antes de su colonización por parte de Chile y Argentina, y fue bautizado bajo el nombre español de Julio Gómez Cerda. Julio contrajo matrimonio en 1904 con Dorila Rozas, prima del senador y político chileno Ramón Rozas Garfias, quien había defendido al pueblo selknam frente al Congreso, demandado protección para este grupo indígena.
Su madre, Ivonne Gómez Castro (Julpiniak), dice haber sufrido acoso escolar por su etnia en su juventud, por lo cual decidió mantener ascendencia indígena en secreto de su hijo para que no sufriera la misma discriminación. Por esto, Yantén no supo que tenía ascendencia selk'nam hasta los ocho años.
Yantén dice haber comenzado sus estudios del idioma selk'nam con ayuda de su tío materno, quien le enseñó varias frases en este lenguaje antes de fallecer. En 2014, viajó a Tierra del Fuego junto al lingüista Luis Miguel Rojas-Berscia, donde alcanzó a hablar con Herminia Vera, una argentina hablante nativa, quien falleció en el julio de ese mismo año. Con el tiempo, estudió la lengua a través de los escasos diccionarios y grabaciones auditivas hechas por los jesuitas en Tierra del Fuego (incluyendo las de Lola Kiepja, una de las últimas mujeres selk'nam, fallecida en 1966), y ayudado por los escasos conocimientos de su madre y su tío. 
Ha colaborado en varios grupos musicales para mantener la lengua viva, grabando CD y formando una banda con dos amigos, la cual ha tocado en conciertos. Por mucho tiempo, el Ministerio de las Culturas, las Artes y el Patrimonio de Chile se negó a auspiciar estas actividades bajo la premisa de que la etnia selk'nam no estaba legalmente como un grupo indígena activo. Esto cambió en septiembre de 2023, cuando fue añadido a la lista de pueblos indígenas reconocidos en Chile.  
Aparte de selk'nam, es hablante fluido en mapudungún (el idioma usado por los mapuches) y semifluido en Tehuelche, haush, Kawesqar, quechua, e inglés, aparte de estudiar el lenguaje usado por los yaganes. Gran parte de su conocimiento en esta última lengua fue logrado en colaboración con Cristina Calderón, la última hablante de este idioma, fallecida en 2022.